# Schizomitrium applanatum
Schizomitrium applanatum là một loài Rêu trong họ Hookeriaceae. Loài này được (Broth. & Bryhn) Ochyra mô tả khoa học đầu tiên năm 1982.